# Т2 3-D: Битва сквозь время
«Терминатор 2 3-D: Битва сквозь время» (англ. T2 3-D: Battle Across Time) — короткометражный фильм, созданный для привлечения внимания к аттракционам развлекательных парков «Universal Studios» во Флориде, Голливуде и Японии. Это мини-сиквел фильма «Терминатор 2: Судный день» продолжительностью 18 минут, снятый в формате 3D. В главных ролях Арнольд Шварценеггер, Линда Хэмилтон, Эдвард Фёрлонг и Роберт Патрик.

## Сюжет
Сара Коннор (Линда Хэмилтон) вспоминает события, показанные в предыдущем фильме, но сомневается, что это было на самом деле. Вместе с сыном Джоном (Эдвард Фёрлонг) и терминатором T-800 (Арнольд Шварценеггер) они несколько лет прячутся от T-1000 (Роберт Патрик) на юге страны. Т-800 отправляется в Сyberdyne Systems, но отсутствует слишком долго. Компания массово транслирует рекламу. Неожиданно в канал проникают Сара и Джон, предупреждая об опасности корпорации. Всё это оказывается промо-роликом парка аттракционов, посвящённому тогда ещё дилогии популярных фильмов. Неожиданно в студию проникают вооружённые мать с сыном, которых выслеживает Т-1000. Вырубив ведущую, Т-1000 включает трёх Т-70. Неожиданно из временного портала на мотоцикле пребывает Т-800, забирая Джона с собой.
Они отправляются вместе в будущее, во время решающей битвы людей и машин, чтобы проникнуть в центр управления «Скайнет» — огромную пирамиду, и отключить компьютер, управляющий машинами. Вслед за ними бросается в погоню Т-1000 с целью убить Джона. Когда Терминатор стреляет в упор из дробовика в голову жидкому Терминатору (как в сцене с лифтом во второй части), тот отстаёт. T-800 и Джон оказываются атакованы бомбардировщиком. Путь приходиться продолжать пешком. В погоню устремляются четыре дрона мини-охотника, которых ликвидирует Т-800. Затем он уничтожает высадившегося «собрата», даже в такой ситуации находя время, казалось бы, для несвойственных для робота шуток. Они пробираются к центральному процессору корпорации, где был собран Т-800 и куда не ступала нога человека. Пробравшись в центр управления, они сталкиваются с гигантским паукообразным жидким оборонительным роботом T-1000000, демонстрирующемся на большом экране. Разбив на время жидкий охладитель для оборудования робота (отсылка на сцену с Т-1000 на металлургическом заводе), T-800 отправляет Джона с помощью временного генератора в настоящее время и остаётся в здании, метая бомбу в процессор со словами Hasta la vista, baby. Терминатор опять спас Джона.
Сара Коннор неожиданно просыпается после непродолжительного сна на стоянке в пустыне и смотрит на вырезанную ножом надпись на столе.

## Терминаторы
В аттракционе «Терминатор 2 3-D: Битва сквозь время» появляются некоторые модели терминаторов, отсутствующие в кинофильмах.

### T-1000000
Гигантский паукообразный робот. Он создан по той же технологии, что и Т-1000, и защищает бункер, в котором находится центральный процессор Скайнет. По сюжету уничтожается роботом Т-800.

### T-70
T-70 — робот, модель которого используется в аттракционе и была разработана специально для него. 

По сюжету действие аттракциона начинается в наши дни, когда Т-800 ещё не мог быть в точности воспроизведён. Поэтому на его основе методом «обратной разработки», путём увеличения размеров и «огрубления» отдельных узлов, изменения их дизайна в сторону большей визуальной простоты, был создан новый тип дизайна робота — громоздко, грубо выглядящий в сравнении с Т-800 2,5-метровый андроид со встроенным в правую руку пулемётом Гатлинга. Модель робота Т-70, используемая в постановке, подвижна — она приводится в движение гидравлической системой и 25 сервомоторами, управляемыми дистанционно.

## В ролях
- Арнольд Шварценеггер — T-800
- Линда Хэмилтон — Сара Коннор
- Эдвард Фёрлонг — Джон Коннор
- Роберт Патрик — T-1000
- Марк Криски — диктор Cyberdyne Video